# Uccelli di rovo (romanzo)
Uccelli di rovo (The Thorn Birds) è un romanzo di Colleen McCullough, pubblicato nel 1977. Ambientato a Drogheda - una fattoria di pecore situata in una remota area interna dell'Australia, prendendo il nome dall'omonima cittadina irlandese - racconta la storia di tre generazioni della famiglia cattolica irlandese dei Cleary, tra il 1915 e il 1969. Al vertice delle classifiche australiane fin dal suo apparire, il libro è stato un bestseller mondiale, con più di 33 milioni di copie vendute, tradotto in 35 lingue.
Il romanzo fu adattato nell'omonima miniserie televisiva, in onda tra il 27 e il 30 marzo 1983, che fu la seconda miniserie più vista nella storia degli USA, dopo Radici. Invece, una seconda miniserie TV del 1996, che raccontava 19 anni mancanti nella prima miniserie, fu un flop, criticata per la sua inconsistenza.
Un altro adattamento, il musical The Thorn Birds Musical, uscì nel 2009. Nel 2022, Uccelli di rovo fu incluso nell'elenco "Big Jubilee Read", una lista di 70 libri di autori del Commonwealth, selezionati per celebrare il Giubileo di platino della Regina Elisabetta II.

## Personaggi
- Meghann Cleary "Meggie" - figlia di Padraic e di Fiona, ha solo fratelli maschi;
- Padraic Cleary "Paddy" - immigrato dall'Irlanda in Nuova Zelanda dopo il 1890, quindi in Australia nel 1921, cattolico;
- Fiona Armstrong - moglie di Paddy, protestante, neozelandese da cinque generazioni, viene da una famiglia illustre;
- Frank - primo figlio di Fiona, adottato da Paddy, ha sangue maori da parte dei due genitori naturali;
- Robert, John, Hugh, Stuart, Harold, James e Patrick - gli altri figli di Paddy e Fiona (Meghann viene dopo Stuart);
- Ralph de Bricassart - sacerdote cattolico in Australia all'arrivo dei Cleary, poi sale nella gerarchia ecclesiastica fino a diventare il Cardinale Ralph;
- Mary Carson - sorella maggiore di Paddy, lo invita a stabilirsi in Australia, dove possiede una vastissima tenuta: Drogheda;
- Luke O'Neill - giunto a Drogheda come tosatore, sposa Meggie;
- Anne Muller e Ludi Mueller - di origine tedesca, amici di Meggie;
- Justine - figlia di Meggie e Luke;
- Dane - figlio di Meggie e di Ralph;
- Cardinale Montini-Verchese - amico fraterno di Ralph;
- Rainer Moerling Hartheim - tedesco, orfano, diviene un uomo ricco e influente in Germania e in Vaticano;

## Trama
Il libro racconta la storia della famiglia Cleary dai primi del '900 e l'intensa storia d'amore tra la giovane Meggie e il reverendo Ralph de Bricassart. La storia si svolge dapprima in Nuova Zelanda (Isola del nord), poi in Australia.

### Parte prima: Meggie 1915-1917
Nuova Zelanda, 1915, la famiglia Cleary festeggia il quarto compleanno di Meghann ("Meggie") Cleary l'8 dicembre. La bambina è la sesta figlia (e l'unica femmina) di una famiglia di origine irlandese. I Cleary sono poveri e il primogenito Frank di 16 anni, già da tempo lavora come fabbro; quanto agli altri figli, non ci sono i mezzi per farli studiare e si aspetta l'età in cui potranno lavorare. Nonostante ciò, i Cleary curano molto l'educazione dei ragazzi. Il fatto di essere cattolico, ha costretto Padraic, il padre, a mettere i suoi figli nella scuola cattolica del paese ed inevitabilmente essi vengono a contatto con figli di altri immigrati di etnie varie e che non vanno d'accordo tra loro.
Sono descritti anche il forte legame tra Meggie e il fratello maggiore Frank, la rivalità tra Frank e il padre, sposato a Fiona, una donna chiusa e misteriosa. Le varie tensioni culminano con il tentativo di Frank di fuggire da casa nella speranza di avere una vita migliore.

### Parte seconda: Ralph 1921-1928
Nel 1921 i Cleary ricevono l'invito a trasferirsi in Australia, da parte di Mary Carson, sorella maggiore di Padraic. Ricca proprietaria di Drogheda, una immensa tenuta vicino a Gillanbone, offre lavoro e sicurezza al fratello e alla sua numerosa famiglia, accresciuta da un anno dalla nascita di Hal. Dopo un viaggio molto duro, la famiglia arriva a Gillanbone ed è accolta da Ralph de Bricassart, il sacerdote cattolico. Egli ha modo di comprendere la solitudine di Meggie tra tanti maschi e il dissidio di Frank con Paddy.
Nella tenuta i Cleary sono felici di allevare pecore, ma Fiona rimane nuovamente incinta e questo esaspera Frank e deprime Meggie, sacrificata in casa. Un giorno, quando i Cleary insieme con il parroco si trovano a Gillanbone per il mercato annuale, Frank sfida in un concorso cinque pugili professionisti, vincendo così 20 sterline inglesi. Al ritorno litiga violentemente col padre muovendogli le accuse più violente. Nella lite, Frank apprende che non è figlio di Paddy, ma di un altro uomo; il ragazzo l'ha sempre intuito, ma ora ne ha la certezza. Lascia quindi la famiglia per Sydney, unendosi ai pugili.
Gli anni successivi sono tranquilli: Fiona ha avuto due gemelli, James e Patrick. Frank non ha dato più sue notizie ed un giorno la famiglia apprende da un vecchio giornale che il giovane, in un momento d'ira, ha ucciso un uomo ed è stato condannato all'ergastolo. La madre, particolarmente colpita nel suo affetto per il primogenito, riversa questo sentimento su Stuart, che diviene il suo conforto. Finché una sera c'è un ballo nella grande casa, per il compleanno di Mary.
In questa circostanza, Meggie e Ralph hanno un colloquio da cui è chiaro che si amano. La fanciulla è divenuta una bellissima diciassettenne, lui è dotato di ogni pregio della natura. Ma la mattina dopo il ballo, Mary Carson, viene trovata morta durante il sonno e si deve aprire il suo testamento. La donna ha lasciato i suoi beni alla Chiesa, esigendo che Ralph ne sia l'amministratore, mentre i Cleary hanno il diritto di dimorare a Drogheda per tre generazioni e di avere buoni stipendi per il loro lavoro. Paddy è troppo cattolico per opporsi al testamento ed avendo conosciuto la povertà, contro il parere dello stesso Ralph, accetta la decisione della sorella.

### Parte terza: Paddy 1929-1932
Passano gli anni. La famiglia Cleary si è trasferita nella grande casa di Mary. Paddy e gli altri membri della famiglia si dividono i compiti: Fiona si occupa della gestione economica,  Meggie cura gli animali, il padre e i ragazzi si occupano degli altri lavori. James e Patrick, i gemelli nati dopo Hal (morto da tempo) sono allevati e istruiti dalle donne che, al servizio di Mary, sono rimaste nella villa.
I Cleary hanno raggiunto un certo livello di agiatezza, perché Ralph ha aperto un conto per ognuno di loro su cui deposita una somma annuale. Ma le disgrazie non sono finite. Un giorno, Paddy si allontana da casa e viene sorpreso da un incendio, seguito a un violento temporale. L'uomo perde la vita e viene ritrovato dopo vari giorni dal figlio Stuart. Mentre indugia sulla scena, il giovane è caricato da un cinghiale che lo uccide.
L'enormità della tragedia richiama Ralph a Drogheda per i funerali. Meggie lo aspettava da tanto tempo ed è costretta a rivederlo in circostanze così infelici. Dopo i funerali, Ralph ritorna a Sydney. Lì trova una duplice sorpresa: la nomina a vescovo e l'ordine di partire per Roma.

### Parte quarta: Luke 1933-1938
La morte di Paddy e Stuart impone di assumere operai per Drogheda; così arriva un giovane di nome Luke O'Neill. Modesto nelle sue richieste, Luke è in grado di fare lavori molto pesanti ed è apprezzato dai Cleary. Vagamente somigliante a Ralph (alto, occhi azzurri e capelli neri), Luke ha fortuna nel corteggiare Meggie e lei accetta di sposarlo, nonostante il fatto che Luke sia protestante. Tutti sono un po' sorpresi da questo matrimonio, ma nessuno trova ragioni per ostacolarlo.
Il desiderio di Luke è di possedere un giorno una piantagione di canna da zucchero; perciò convince Meggie a trasferirsi sulla costa Nord dell'Australia. Lui si impiega come tagliatore di canne e Meggie, che nel frattempo gli ha cointestato i soldi messi da parte per lei da Ralph, accetta di vivere a casa di una coppia di anziani (i tedeschi Anne e Ludvig Mueller) e lavorare come donna delle pulizie. Luke le fa visita ogni domenica e Meggie rimane incinta. 
Seccato per la gravidanza della moglie, Luke avrebbe voluto aspettare ancora qualche anno. Si fa vedere sempre meno e Meggie, al momento del parto, è sola con I Mueller. Il 1 giugno 1937 nasce una bimba che Meggie chiama Justine. La piccola piange in continuazione per la mancanza di latte materno e Meggie rischia di esaurirsi, perciò Anne Mueller le propone una vacanza sull'isola di Matlock.
Appena Meggie è partita, arriva (a casa Mueller) Ralph, ulteriormente salito nella gerarchia ecclesiastica. Egli vorrebbe vedere Meggie e Anne non esita a dirgli dove si trova. Raggiunta l'amata sull'isola, Ralph resta con lei due settimane. I due possono godere del loro amore. Ma, tornata dai Mueller a sua volta, Meggie si trova incinta e decide di unirsi a Luke un'ultima volta. Lo va a trovare, si adatta a un amplesso, poi lo pianta in asso, dicendogli cosa pensa di lui.

### Parte quinta: Fee 1938-1953
Meggie torna a Drogheda con la piccola Justine e nessuno si sorprende. Tutto è come sempre, un mondo senza tempo. Il 1 ottobre 1938 nasce un maschietto che Meggie chiama Dane. Il piccino non mostra alcun tipo di sofferenza, si nutre al seno, è angelico. Somiglia in tutto a Ralph, ma ha capelli biondi che però non ingannano la nonna Fiona (detta Fee). I bimbi cresceranno felici e affezionati.
Poco dopo scoppia la Seconda guerra mondiale. I gemelli, detti Jim e Patsy, inseparabili, si arruolano nelle truppe britanniche come volontari. Combatteranno per la durata dell'intera guerra, sul fronte del Sud-Est asiatico. Lo stesso accade ai pochi lavoranti alle dipendenze dei Cleary. Si aggiunge a ciò una siccità tremenda, che fa morire moltissime pecore e minaccia le abitazioni. Solo alla fine della guerra pioverà e si potrebbe pensare a un castigo del cielo.
Intanto Ralph passa gli anni a Roma. Nel 1952 diventa cardinale ed è nuovamente assegnato in Australia. Quando finalmente può arrivare a Drogheda, Ralph porta con sé il povero Frank, che di recente ha usufruito di una amnistia con molti altri detenuti. Distrutto nello spirito, Frank viene sistemato in un villino, per riprendersi. Anche Anne Mueller, che è rimasta vedova, ha trovato ospitalità a Drogheda. 
I ragazzi di Meggie hanno quindici e quattordici anni, studiano in collegio a Sydney, ma sono in vacanza e vedono per la prima volta il cardinale. Ralph è incantato da Dane, ma è del tutto ignaro che quello sia figlio suo e si chiede perché mai Meggie abbia voluto un altro figlio dal marito. Però il pensiero non guasta il piacere di essere a Drogheda con Meggie, né oscura l'affetto per i ragazzi. Quando Ralph se ne va, Meggie e Fiona hanno un colloquio chiarificatore: la madre spiega alla figlia l'origine di Frank e le dice di aver sempre saputo di Dane. E Meggie è grata per il dialogo con la madre.

### Parte sesta: Dane 1954-1965
Finite le scuole superiori, Justine dichiara di voler fare l'attrice di teatro e si iscrive all'Accademia di Sydney. Dopo un anno anche Dane fa conoscere la sua scelta: vuole diventare sacerdote. Sebbene i due ragazzi avessero tenute celate le loro aspirazioni, Meggie e Fee non sono veramente sorprese. Ma Meggie decide che Dane compirà i suoi studi a Roma, inviandolo così a Ralph. Dopo qualche tempo, Justine ha un'offerta di lavoro in Inghilterra e si trasferisce in Europa.
Dane è accolto da Ralph e dal cardinale Montini-Verchese il quale, appena vede il ragazzo, comprende che è figlio di Ralph e propone di farlo passare per suo nipote, al fine di scongiurare accuse di favoritismo. Molto affezionato a Ralph, Montini-Verchese tiene per sé ogni pensiero e convince il riluttante Dane che questa sia una cosa buona e innocente. Ma un giovane tedesco, conosciuto da Ralph durante la guerra, di nome Rainer, a sua volta intuisce la verità. Rainer è amico dei due cardinali e un giorno, arrivata Justine in visita, egli la porta a cena e quasi per caso, viene a sapere che Ralph non è zio della giovane, come non lo è del fratello. Rainer giura a se stesso di mantenere questo segreto perché le persone coinvolte sono le più care per lui al mondo.
Gli anni passano e Dane arriva all'Ordinazione sacerdotale. Sono presenti Justine e tutti gli zii, anche Frank che si è ripreso; a casa sono rimaste Meggie e Fee, una perché troppo anziana, l'altra perché si sente in polemica con Dio che, secondo lei, ha reclamato per Sé il figlio avuto da Ralph. Ricevuta l'Ordinazione, Dane va a fare una breve vacanza in Grecia, mentre Justine è richiamata a Londra per recitare nel ruolo di Desdemona. I Cleary tornano in Australia.
In Grecia Dane è sulla spiaggia, quando due turiste si trovano in pericolo. Il giovane interviene, ponendole in salvo, poi sente venir meno le forze e si abbandona sull'acqua. Un attacco cardiaco lo ha stroncato a soli ventisei anni. Nelle ore seguenti le autorità avvertono erroneamente Justine, che deve così annunciare la disgrazia alla madre. Poiché Meggie vuole seppellire il figlio a Drogheda, non esita a venire a Roma e a fare pressioni su Ralph, affinché usi la sua influenza e si faccia restituire il corpo. Ralph si oppone e allora Meggie gli dice finalmente chi era Dane e perché lui, Ralph, deve assecondarla. Distrutto dalla rivelazione, Ralph ottiene la salma di Dane e tutti partono per l'Australia.
A Drogheda, per i funerali di Dane, Ralph celebra la Messa. Da giorni egli si sottopone a un severo esame di coscienza: perché non ha capito nulla, perché la sua ambizione non gli ha permesso di vedere verità tanto chiare. Dopo la penosa cerimonia, nel salotto con Meggie e Fiona, mentre aspetta l'ora di ripartire, continua ad interrogarsi e non sa decidere se avrebbe amato di più Dane, sapendolo figlio suo. E così lo coglie un attacco di cuore che, pietosamente, lo stronca accanto alla donna che ha amato.

### Parte settima: Justine 1965-1969
L'ultima parte del libro si sofferma sulla crisi esistenziale che colpisce Justine dopo la morte del fratello. Lei aveva riversato su Dane tutta la sua capacità di amare. Con Rainer aveva una relazione da anni, ma ad essere molto innamorato era lui, perciò il loro rapporto sembra non reggere al cospetto della perdita subita da Justine. Nella situazione di stallo che si viene a creare, Rainer chiede aiuto a Drogheda. Così Meggie scrive alla figlia, dicendole che tutti loro accettano la morte e sono nel complesso sereni e in attesa del loro turno.
Sorpresa e colpita, Justine si decide a ricambiare l'amore di Rainer. I due partono per Drogheda per sposarsi. Dopo la morte di Ralph, per suo testamento, Rainer è divenuto il fiduciario di Drogheda e si è assicurato la possibilità di viverci per sempre, ma non dice nulla. Il libro si chiude con Meggie e Fee nel loro salotto, finalmente rappacificate con la vita. Drogheda è ormai un luogo di vecchi.

## Adattamenti

### Televisione
- Uccelli di rovo (The Thorn Birds) (1983) - miniserie televisiva con Richard Chamberlain nella parte di padre Ralph e Rachel Ward in quella di Meggie.[4]
- Uccelli di rovo - Gli anni mancanti (The Thorn Birds: The Missing Years) (1996) - miniserie televisiva con Richard Chamberlain e Amanda Donohoe nella parte di Meggie.[5]

## Edizioni italiane
- Uccelli di rovo, traduzione di Bruno Oddera, Milano, Bompiani, 1977-2023; Milano, Euroclub, 1978-1987; Milano, CDE, 1979-1987; Milano, Fabbri Editori, 1992.